# Мацы
Ма́цы (бел. Мацы) — деревня в Кобринском районе Брестской области Белоруссии. Входит в состав Тевельского сельсовета.
По данным на 1 января 2016 года население составило 74 человека в 32 домохозяйствах.

## География
Деревня расположена в 14 км к северо-западу от города Кобрин, 3 км к юго-западу от станции Тевли, в 64 км к востоку от Бреста, у автодороги Р102 Кобрин-Каменец.
На 2012 год площадь населённого пункта составила 0,55 км² (55 га).

## История
Населённый пункт известен с 1563 года как село Осовая. В разное время население составляло:
- 1999 год: 49 хозяйств, 101 человек;
- 2005 год: 44 хозяйства, 90 человек;
- 2009 год: 78 человек;
- 2016 год[2]: 32 хозяйства, 74 человека;
- 2019 год[1]: 69 человек.